# VT-4 (US Navy)
Escadron d'entraînement 4
Le Training Squadron 4 ou VT-4 est un escadron d'entraînement du Naval Air Training Command de l'US Navy. Initialement créé sous le nom de Basic Training Group NINE (BTG-9) dans les années 1950, l'escadron a été renommé Training Squadron Four (VT-4) le 1er mai 1960 et basé à la Naval Air Station Pensacola, en Floride au sein du Training Air Wing Six. Il avait été dissout en décembre 2012 et reformé en juin 2013.

## Mission
Le VT-4 dispense, depuis 2013, une formation avancée sur simulateur de vol pour les officiers de bord de la marine destinés aux avions E-2 Hawkeye, E-6 Mercury, EP-3 Aries et P-8 Poseidon.

## Historique
Sa mission initiale fut de fournir une instruction de vol aux étudiants aviateurs navals de l'US Navy et de l'US Marine Corps en utilisant l'avion T-2 Buckeye. En 1965, l'escadron est passé à la version T-2B pour devenir le seul du Naval Air Training Command à fournir aux élèves-pilotes une instruction de base en vol à réaction en tir aérien et en qualification de porte-avions. En 1971 il est passé à la version  T-2C  pour fournir une formation en vol dans toutes les phases du programme de base des avions à réaction.
En septembre 1972, l'escadron d'entraînement FOUR a acquis le TF-9J Cougar fournissant une instruction de vol dans la formation de base et avancée sur jet. Novembre 1973 a vu l'introduction du TA-4J Skyhawk pour remplacer le TF-9J vieillissant pour l'entraînement au vol avancé.
À partir de décembre 1975, le VT-4 avait pour mission supplémentaire de fournir une instruction de vol aux pilotes militaires étrangers alliés. Une formation en vol a été dispensée à des élèves-pilotes du Koweït, d'Espagne, de Singapour et d'Indonésie.

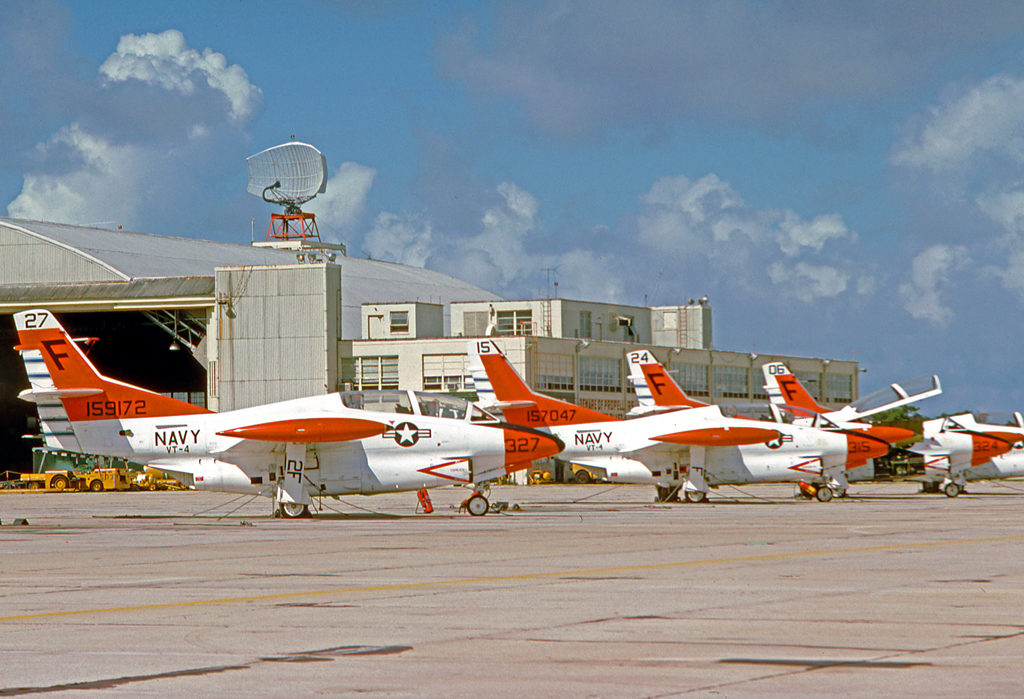
T-2C Buckeye du VT-4 à Pensacola en juillet 1975

En décembre 1985, la mission du VT-4 est passée de l'entraînement à la frappe au sol. Dans ce rôle, le porte-avions de l'escadron a qualifié les étudiants aviateurs navals pour éventuellement piloter les avions E-2 Hawkeye et C-2 Greyhound de la flotte.
En janvier 1992, la mission du VT-4 est devenue le site d'entraînement avancé sur le T-2C Buckeye.
En 1996 l'escadron est passé du pilotage du T-2C au pilotage du T-34C Turbo Mentor et du T-1A Jayhawk, instruisant également les élèves navigateurs d'Allemagne, d'Italie, d'Arabie Saoudite, de Norvège et du Danemark.
En janvier 2003, le VT-4 a lancé des vols de formation primaire d'orientation des instructeurs dans le T-6A Texan II pour la plate-forme conjointe US Air Force/US Navy. Le T-6A "Texan II" est un avion d'entraînement biplace monomoteur entièrement acrobatique. Il comprend un cockpit pressurisé, un système d'amélioration de la tolérance G et deux sièges éjectables zéro-zéro. Le T-6A utilise un cockpit numérique à la pointe de la technologie pour aider les étudiants à se familiariser avec ce qu'ils rencontreront lors de leurs visites de flotte.